# بولتن‌های ماهانه شیمی
بولتن‌های ماهانه شیمی (به آلمانی: Monatshefte für Chemie) یک مجله بین‌المللی است که جدیدترین تحقیقات را از تمام شاخه‌های شیمی پوشش می‌دهد. این بولتن در ابتدا به عنوان یک مجله شیمی اتریشی در نظر گرفته شد. با این‌حال، این مجله اکنون به یک مجله بین‌المللی تبدیل شده‌است که تمام شاخه‌های شیمی را پوشش می‌دهد.